# Tony Roberts
Tony Roberts (22. října 1939 Manhattan – 7. února 2025) byl americký herec. 
Byl dlouholetým spolupracovníkem Woodyho Allena, hrál v jeho filmech Annie Hallová (1977), Vzpomínky na hvězdný prach (1980), Sex noci svatojánské (1982), Hana a její sestry (1986), Zlaté časy rádia (1987) a Sounds from a Town I Love (2001). Koncem šedesátých let s ním hrál v divadelní hře Play It Again, Sam a v roce 1972 také v její filmové adaptaci. Dále hrál například ve filmech Serpico (1973), Sladkých osmnáct (1988), Dvanáctiletí (2005) a Láska jako blázen (2014).
Zemřel 7. února 2025 na rakovinu plic ve svém domě na Manhattanu. Bylo mu 85 let.